# 이상철 (1957년)
이상철(李尙澈, 1957년 10월 10일 ~ )은 육군 준장 예편한 대한민국의 군인 출신 대학 교수 겸 관료이다. 국가안보실 제1차장 직책을 지냈다.

## 주요 이력

### 주요 경력
- 국방부 북한정책과 과장(2000년 6월 ~ 2001년 4월)
- 국방부 현안안보정책혁신과 과장(2001년 4월 ~ 2001년 9월)
- 국방부 북한정책과 과장(2001년 9월 ~ 2006년 4월)
- 국방부 군비통제실 차장(2006년 4월 ~ 2006년 6월)
- 국방부 군비통제검증단장(2006년 6월 ~ 2006년 9월)
- 육군 준장 예편(2006년 9월)
- 조선대학교 객원교수
- 인하대학교 초빙교수
- 국민대학교 겸임교수
- 한림대학교 겸임교수
- 성공회대학교 겸임교수
- 단국대학교 겸임교수
- 국가안보실 제1차장
- 전쟁기념사업회(전쟁기념관)회장

### 학력
- 대한민국 육군사관학교 38기 문학사(1982년)
- 대한민국 육군보병학교 수료(1985년)
- 대한민국 국방대학교 38기 행정학사(1993년)
- 경남대학교 대학원 정치학 석사·정치학 박사